# Widimmu
Widimmu (auch Edimmu) ist im Atraḫasis-Epos der Name des von Nintu mit Hilfe Enlils geborenen ersten Menschen. Die Worte Widimmu/Edimmu sind weder sumerischer noch akkadischer Herkunft. Eine Entlehnung aus einer voriranischen Sprache ist denkbar.
Widimmu lebte zunächst allein auf der Erde. Im weiteren Verlauf entstehen aus Widimmu durch Teilung Mann und Frau:

„In den Gärten und auf den Straßen freiten einander die Gattin und der Gatte. Die Mutterleiber sind versammelt, es sitzt Nintu, zählt die Monate... Der zehnte Monat kam, da... öffnete sie den Mutterleib... Ich habe geschaffen, meine Hände taten es, die Hebamme möge sich der Geweihten freuen.“

Die Menschen sollten für die Götter arbeiten und sie ernähren.